# Владимир Хаджиниколов
Владимир Хаджиниколов (изписване до 1945 година: Владимиръ хаджи Николовъ) е български революционер, войвода на Вътрешната македонска революционна организация.

## Биография
Роден е в 1878 година в град Кочани, тогава в Османската империя, днес в Северна Македония. Завършва IV клас и работи като бръснар. При избухването на Балканската война в 1912 година е войвода в партизанска чета № 35 на Македоно-одринското опълчение, начело със Симеон Клинчарски. По-късно служи в нестроевата рота на 15 щипска дружина. Награден е със сребърен кръст „Свети Александър“.
| Временна кратовска чета на Владимир Хаджиниколов, 1914 година | Временна кратовска чета на Владимир Хаджиниколов, 1914 година | Временна кратовска чета на Владимир Хаджиниколов, 1914 година | Временна кратовска чета на Владимир Хаджиниколов, 1914 година | Временна кратовска чета на Владимир Хаджиниколов, 1914 година |
| Номер                                                         | Име                                                           | Селище                                                        | Околия                                                        | Забележка                                                     |
| ------------------------------------------------------------- | ------------------------------------------------------------- | ------------------------------------------------------------- | ------------------------------------------------------------- | ------------------------------------------------------------- |
| 1.                                                            | Владимир Хаджиниколов                                         | Кочани                                                        | Кочанско                                                      |                                                               |
| 2.                                                            | Панчо Тодоров                                                 | Щип                                                           | Щипско                                                        |                                                               |
| 3.                                                            | Димитър Ив. Каменаров                                         | Кочани                                                        | Кочанско                                                      |                                                               |
| 4.                                                            | Христо Митов                                                  | Щип                                                           | Щипско                                                        |                                                               |
| 5.                                                            | Авксенти Иванов                                               | Ямища                                                         | Кратовско                                                     |                                                               |
| 6.                                                            | Серафим Трайков                                               | Ветуница                                                      | Паланечко                                                     |                                                               |

След войната през август 1914 година е войвода на ВМОРО в Кратовско.